# Bourrignon
Bourrignon is een gemeente en plaats in het Zwitserse kanton Jura, en maakt deel uit van het district Delémont.
Bourrignon telt 288 inwoners.